# The Unit
The Unit är en amerikansk TV-serie från 2006, skapad av David Mamet. Serien handlar om en enhet inom amerikanska arméns Delta Force, som riskerar sina liv på uppdrag runt världen. Huvudrollerna spelas av Dennis Haysbert, Max Martini, Scott Foley och Robert Patrick. TV-serien hade premiär 7 mars 2006 i USA. Det sista avsnittet i USA sändes 10 maj 2009.

## Sammanfattning
The Unit är en specialstyrka som är väldigt likt Delta Force, dess medlemmar är från den amerikanska armén och får uppdrag som har med kontraterrorism att göra.
Serien är löst baserad på Eric L. Haneys memoarer Inside Delta Force. Haney är också delvis författare och producent samt teknisk rådgivare till serien.
The Unit är baserad på en fiktiv armépost, "Fort Griffith". Platsen där Fort Griffith är inte avslöjad, men i avsnitt tre den tredje säsongen antyds det att den ligger nordväst om Pine Bluff, Arkansas och väst-sydväst om St. Louis, Missouri, vilket skulle placera Fort Griffith i närheten av verklighetens Fort Leonard Wood, Missouri.
Specialstyrkan leds av överste Thomas Ryan.

## Skådespelare
- Dennis Haysbert - Jonas Blane
- Regina Taylor - Molly Blane
- Scott Foley - Bob Brown
- Audrey Marie Anderson - Kim Brown
- Max Martini - Mack Gerhardt
- Abby Brammell - Tiffy Gerhardt
- Robert Patrick - Thomas Ryan
- Michael Irby - Charles Grey
- Demore Barnes - Hector Williams
- Rebecca Pidgeon - Charlotte Ryan
- Summer Glau - Crystal Burns
- Daniel Wisler - Jeremy Erhart